# Az óceánjáró zongorista legendája
Az óceánjáró zongorista legendája (eredeti cím: La leggenda del pianista sull'oceano) 1998-ban bemutatott olasz filmdráma, melyet Giuseppe Tornatore írt és rendezett. A forgatókönyv alapjául Alessandro Baricco Novecento című műve szolgált. A film zenéjét Ennio Morricone szerezte, az operatőr Koltai Lajos volt. A főbb szerepekben Tim Roth, Pruitt Taylor Vince és Mélanie Thierry látható.
Főhőse egy olyan fiatalember, aki egy óceánjáró hajón látta meg a napvilágot. Nincs anyakönyvezett személyisége, évtizedeken át sosem lépett szárazföldre. A filmben is az az életének legfőbb konfliktushelyzete, hogy vállalja-e a szembenézést mindazokkal a változásokkal, amiket az hozna az életébe, ha valaha is kilépne a partra.

## Cselekmény
1900-ban járunk, valahol az Atlanti-óceánon, ahol egy luxushajó fekete bőrű fűtője egy elhagyott, fehér újszülöttet talál, a hajó egyik kabinjában. Mivel az új évszázad első napja van, a gyereket elnevezi Novecentónak [jelentése: 900] és ahelyett, hogy felfedezését magasabb szinten bejelentené, elrejti a kicsit a hajó gyomrában és úgy dönt, hogy a nevelőapja lesz. Az utazások közben többször is megtehetné, hogy kiviszi a fiút a szárazföldre, ám ódzkodik ettől, nehogy kitoloncolják az országból.
Egy nap a fűtő halálos balesetet szenved, ezt követően a személyzetben mások is felfedezik a fiút, sőt a létezéséről parancsnoki szinten id tudomást szereznek. A kapitány azonban megszánja és úgy dönt, nem adja át a hatóságoknak. Novecento rövidesen lehetőséget talál arra, hogy meghálálja a személye körüli engedékenységet: kilenc évesen talál a hajón egy zongorát, játszani kezd rajta és addig rejtett tehetsége révén, rövid időn belül profi zongoristává képezi saját magát. Hamarosan már mint legendák övezte zongoravirtuózt próbálják a szárazföldre csábítani, de ő továbbra is csak a tengeren érzi magát igazán biztonságban…

## Szereplők
| Szerep                               | Színész                     | Magyar hang     |
| ------------------------------------ | --------------------------- | --------------- |
| 1900 (Danny Boodman T.D. Lemon 1900) | Tim Roth                    | Mácsai Pál      |
| 1900 (Danny Boodman T.D. Lemon 1900) | Roman Kuznietcov (2 évesen) |                 |
| 1900 (Danny Boodman T.D. Lemon 1900) | Easton Gage (4 évesen)      | Czető Ádám      |
| 1900 (Danny Boodman T.D. Lemon 1900) | Cory Buck (8 évesen)        | Nagy Viktor     |
| Max Tooney                           | Pruitt Taylor Vince         | Csuja Imre      |
| A lány                               | Mélanie Thierry             | Solecki Janka   |
| Danny                                | Bill Nunn                   | Jakab Csaba     |
| Dr. Klauserman                       | Heathcote Williams          |                 |
| Jelly Roll Morton                    | Clarence Williams III       | Gesztesi Károly |
| A zeneboltos                         | Peter Vaughan               | Kenderesi Tibor |
| kikötőmester                         | Niall O’Brien               | Kiss Gábor      |
| Farmer                               | Gabriele Lavia              | Balázsi Gyula   |
| A zenész                             | Sidney Cole                 |                 |
| Smith kapitány                       | Harry Ditson                |                 |